# Pepton
Pepton ist ein Gemisch aus Peptiden und Aminosäuren, das durch Hydrolyse durch das Enzym Pepsin oder chemisch durch Säuren aus tierischen oder pflanzlichen Proteinen hergestellt wird. Peptone besitzen nur eine geringe Molekülmasse, wodurch sie nicht durch Salz ausgefällt werden oder verklumpen („agglutinieren“). Dadurch bleiben sie gelöst und können zum Beispiel in flüssigen (Peptonbouillon) oder festen Nährmedien (beispielsweise im Casein-Soja-Pepton-Agar) für Bakterien oder Hefen eingesetzt werden.

## Trypton
Tryptisch verdaute Proteine (mittels Trypsin) werden analog als Trypton bezeichnet und dienen ähnlichen Zwecken,
etwa zur Herstellung von Lysogeniebrühe (englisch lysogeny broth, LB) für das Wachstum von E. coli und anderen Mikroorganismen.

## Casaminosäuren
Casaminosäuren sind eine Mischung sehr kurzer Peptide und Aminosäuren, die ähnlich durch saure Hydrolyse von Casein gewonnen werden. Sie werden (ähnlich wie Trypton) normalerweise in mikrobiellen Wachstumsmedien verwendet. Sie enthalten alle essenziellen Aminosäuren mit Ausnahme von Tryptophan, das bei der Verdauung mit Schwefel- oder Salzsäure zerstört wird.
Casaminosäuren ähneln Trypton, bestehen aber überwiegend aus freien Aminosäuren, während in Trypton die Oligopeptide überwiegen.